# BitKeeper
BitKeeper è un software di controllo di versione distribuito per il codice sorgente dei programmi, prodotto da BitMover Inc. Lo sviluppo del kernel Linux ha usato BitKeeper per diversi anni per poi passare a Git per controversie legate alla licenza proprietaria di BitKeeper.
Inizialmente è stato un software proprietario, ma dal 9 maggio 2016 è diventato open source (con licenza Apache 2.0) come i suoi concorrenti Git, Bazaar e Mercurial.